# Поклонение на влъхвите (Чезаре да Сесто)
„Поклонение на влъхвите“ (на италиански: Adorazione dei Magi) е картина на  италианския художник Чезаре да Сесто от 1516 – 1518 г. Картината (326×270 cm) е изложена в Зала 70 на Национален музей „Каподимонте“, Неапол. Използваната техника е маслени бои върху платно. 

## История
Картината е поръчана на ломбардския художник Чезаре да Сесто от Конгрегацията на Св. Никола на благородниците за олтара на църквата им по време на неговип престой в Месина.
След разпускането в края на 18 век, което засяга Йезуитския орден, платното влиза в колекциите на Бурбоните, пренесено е в Неапол и е изложено в Галерията на Дворец „Каподимонте“. По-късно е в Кралския музей в стария Палацо дели Студи (днешно седалище Национален археологически музей на Неапол).

## Описание
Пред класическа сграда в руини – типична препратка към кризата на езичеството се извършва сцената на преклонението на влъхвите. Със съзнанието за развитието в района на Флоренция, привнесено в Милано от самия Леонардо да Винчи, чийто последовател е Чезаре, сцената е представена със Светото семейство в центъра,  оградено от две групи фигури – отдясно и отляво, и с процесия, пристигаща от дълбините, през стръмен и скалист път, който се спуска от скалата вляво.
Творбата обединява забележителни стимули, присъстващи в Италия по онова време: нюансите на Леонардо, видими в групата на Мадоната с Младенеца и в различните глави на старци, ломбардският натурализъм, античното (в архитектура) и прото-маниеристичните иновации на Римския класицизъм от Микеланджело и Рафаело (които Чезаре вижда директно в Рим, когато е на служба при папа Юлий II), най-вече в групата стройни млади мъже вдясно, уловени в сгърчени пози и с подчертана мускулатура.
Творбата оказва значително влияние върху художниците от Южна Италия.